# Brigade irlandaise

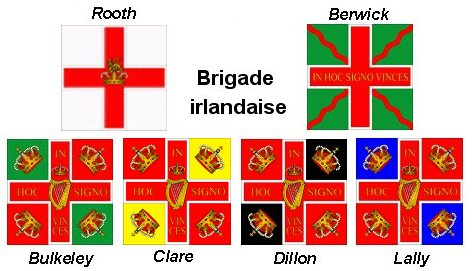
Flaggen der Brigade irlandaise

Die Irische Brigade (französisch la Brigade irlandaise) war eine aus Iren – auch Wild Geese genannt – gebildete Brigade der französischen Armee, die 1690 aufgestellt und nach der Französischen Revolution aufgelöst wurde. Einige ihrer Infanterieregimenter wurden unter den Namen Bulkeley, O’Brien, de Clare, Dillon, O'Gilwy und Berwick bekannt.

## Geschichte der Einheit
Die Geschichte der „Irischen Brigade“ gehört in den größeren Kontext der Präsenz ausländischer Söldner in den Reihen der französischen Armee vor der Revolution von 1789. Die systematische Anwerbung von Ausländern begann bereits im 16. Jahrhundert; Schätzungen des französischen Militärhistorikers André Corvisier zufolge waren in Friedenszeiten 12 %, in Kriegszeiten bis zu 20 % der französischen Soldaten ausländischer Herkunft, neben Iren u. a. auch die besonders geschätzten Schweizer, Deutsche, Italiener, Schotten oder Wallonen. Die französische Armee stellte mit der Verwendung ausländischer Söldner keine Besonderheit dar. Dies war bei allen europäischen Militärmächten üblich, ein bekanntes Beispiel sind die Hessen, die während des Amerikanischen Unabhängigkeitskriegs auf Seiten der Briten kämpften.
Bis zu acht irische Regimenter in französischen Diensten sind bereits nach 1635 nachzuweisen, das letzte wurde 1791 aufgelöst. Die dauerhafte Bildung irischer Einheiten steht im Zusammenhang mit der Glorious Revolution von 1688, nach der der entthronte englische König Jakob II. Hilfe in Frankreich suchte. Im Austausch für französische Truppen, die Jakob II. nach seiner Landung in Irland (von wo aus er sein Königreich zurückzuerobern hoffte) unterstützten, wurden 1690 5.000 irische Soldaten unter Justin MacCarthy, Viscount Mountcashel von Kinsale nach Brest transportiert. Diese Soldaten bildeten eine Brigade innerhalb der französischen Armee. Die von Mountcashel geführte Truppe umfasste drei Infanterieregimenter, die nach ihren Obersten und Inhabern Clare, Dillon und Lee benannt waren. Sie nahm in den folgenden Jahren am Pfälzischen Erbfolgekrieg (1689–1697) teil und kämpfte u. a. in den Schlachten bei Steenkerke (1692), Neerwinden (1693) und Marsaglia (1693).
Zu einem weiteren, großen Zustrom irischer Soldaten kam es, nachdem die Kapitulation von Limerick und der dabei abgeschlossene Vertrag 1691 die Niederlage der jakobitischen Partei in Irland besiegelt hatte. Entsprechend den Klauseln des Vertrags segelten etwa 12.000 jakobitische Soldaten unter dem Kommando von Patrick Sarsfield, 1. Earl of Lucan von Irland nach Frankreich, ein Ereignis, das in Irland als „Flight of the Wild Geese“ („Flug der Wildgänse“) bekannt ist. Dieser Begriff wurde später generell auf irische Söldner in fremden Armeen angewandt. Aus den Soldaten wurde zunächst eine Exilarmee für Jakob II. aufgestellt. Diese von der französischen Armee getrennten, aber von Frankreich besoldeten Truppen umfassten zehn Infanterieregimenter mit 17 Bataillonen, drei unabhängige Kompanien, zwei Abteilungen Gardekavallerie und zwei Kavallerieregimenter mit insgesamt 12.300 Mann. Zusammen mit den 6.000 Angehörigen der irischen Brigade standen damit etwa 18.300 Iren in französischen Diensten.
Im Zuge einer Reform der französischen Armee wurde die jakobitische Exilarmee 1698 aufgelöst und mit der Irischen Brigade verschmolzen. Da König Ludwig XIV. Wilhelm von Oranien als König von Großbritannien anerkannt hatte, konnte er nicht mehr eine Armee für den Stuart-Thronprätendenten unterhalten. Am jakobitischen Selbstverständnis der Soldaten ändert dies jedoch nichts, wie deren Beteiligung an den jakobitischen Revolten von 1715 und 1745 zeigt (s. unten). Nach Abschluss der Reform umfasste die Irische Brigade acht Infanterieregimenter zu je einem Bataillon mit jeweils 700 Mann, insgesamt 5.600 Infanteristen. Die Regimenter trugen wieder die Namen ihrer Obersten und Inhaber: Albemarle, Berwick, Burke, Clare, Dillon, Dorrington, Galmoy und Lee. Bei der Kavallerie wurde lediglich das aus zwei Schwadronen bestehende Kavallerieregiment Sheldon beibehalten. Tausende von Soldaten, für die es nach der Auflösung ihrer Regimenter keine Verwendung mehr gab, überließ die französische Krone – dem Brauch der Zeit entsprechend – sich selbst, weshalb viele von ihnen zu Bettelei, Diebstahl und Raub griffen, um zu überleben. Dies trug in Frankreich zu bis lange nachwirkenden Vorurteilen gegen Iren bei.
In der Folge kam die Brigade im Spanischen Erbfolgekrieg (1701–1714) zum Einsatz und nahm u. a. an den Schlachten von Höchstädt (1704), Ramillies (1706) – wo das Regiment Clare angeblich eine britische Flagge erbeutete, die bis heute in Kylemore Abbey gezeigt wird – und Malplaquet (1709) teil. Nach dem Ende des Kriegs kam es erneut zu einer Reduktion. Die Regimenter Berwick, Clare, Dillon, Dorrington und Lee sowie das nun nach dem neuen Inhaber Christopher Nugent benannte Kavallerieregiment blieben bestehen, das Regiment Burke trat in spanische Dienste, die anderen wurden aufgelöst. Ihre Angehörigen schlossen sich den verbleibenden Regimentern an.
In der Folge kam es zu keinen nennenswerten organisatorischen Änderungen mehr. Die Irische Brigade nahm an allen Kriegen Frankreichs im 18. Jahrhundert und an den meisten größeren Schlachten teil. Zu ihrem bis heute bekanntesten Kampfeinsatz kam sie im Österreichischen Erbfolgekrieg am 11. Mai 1745 in der Schlacht bei Fontenoy, als sie den Angriff einer britischen Infanteriekolonne, die durch die französischen Linien gebrochen war und die Armee unter Hermann Moritz von Sachsen an den Rand der Niederlage gebracht hatte, zum Stehen brachte und den Gegner schließlich zum Rückzug zwang. Die Brigade hatte dadurch wesentlichen Anteil daran, dass die Franzosen in dieser für beide Seiten sehr verlustreichen Schlacht schließlich den Sieg errangen. Auch im Siebenjährigen Krieg (1756–1763) dienten irische Regimenter sowohl in Europa – u. a. in der Schlacht bei Roßbach (1757) – als auch auf den Kriegsschauplätzen in Nordamerika und Indien und kamen auch während des Amerikanischen Unabhängigkeitskrieges zum Einsatz. Nach der Französischen Revolution wurde die Irische Brigade 1791 im Zuge der Reorganisation der französischen Armee wie die meisten anderen aus Ausländern gebildeten Einheiten aufgelöst.
Dennoch unterstützte Frankreich 1796 und 1798 Aufstände in Irland mit französisch-irischen Truppen; Nachfolger der Brigade war das Régiment Irlandais, die Napoléon Bonaparte 1803 aus Teilnehmern des irischen Aufstands von 1798 aufstellte. Es gewann zwar keine besondere militärische Bedeutung, doch mit Jacques MacDonald wurde ein Veteran der Irischen Brigade von Napoleon zum Marschall von Frankreich ernannt.

## Rolle bei jakobitischen Aufständen
Die starke Verbindung der Irischen Brigade mit der jakobitischen Sache zeigt sich daran, dass Teile sowohl am Aufstand von 1715 als auch an der Revolte von 1745 unter Charles Edward Stuart („Bonnie Prince Charlie“) teilnahmen. Ein aus Angehörigen verschiedener Regimenter zusammengesetztes Infanteriebataillon der Irischen Brigade und eine Kavallerieschwadron entschieden 1746 die Schlacht bei Falkirk zugunsten der Jakobiten und verhinderten nach der Niederlage von Culloden die vollständige Vernichtung der flüchtenden jakobitischen Armee. Im Gegensatz zu den anderen Verwundeten und Gefangenen, die er als Rebellen exekutieren ließ, betrachtete der britische Kommandeur Cumberland die Angehörigen der Irischen Brigade als reguläre Kriegsgefangene und ließ sie dementsprechend behandeln. Weitere Angehörige der Irischen Brigade gerieten beim Versuch, Schottland zu erreichen, durch Kaperung ihrer Schiffe in britische Gefangenschaft. Aufsehen erregte der Fall von Charles Radcliffe (1693–1746), Titular-Earl of Derwentwater, eines Hauptmanns des Regiments Dillon, der nach seiner Gefangennahme 1746 aufgrund eines bereits 1716 gegen ihn verhängten Todesurteils in London hingerichtet wurde.

## Zusammensetzung
Rekruten für die Irische Brigade wurden meist in Irland von Angehörigen des katholischen Landadels angeworben, der den größten Teil der Offiziere stellte. Bis 1745 war es in Irland offiziell gestattet, in fremde Kriegsdienste zu treten, da auf diese Weise eine große Anzahl unbeschäftigter, junger katholischer Iren – potentielle Träger eines Aufstandes – außer Landes kam. Angesichts der militärischen Rolle der Irischen Brigade im Aufstand von 1745/46 änderte die britische Regierung allerdings ihre Politik und verbot nun Rekrutierungen für fremde Armeen in Irland. Ab diesem Zeitpunkt ging die Anzahl der Iren in den Mannschaften der Irischen Brigade zurück, doch das Offizierskorps bestand weiterhin zum großen Teil aus irischen Adligen. Trotz dieser Entwicklung blieb Englisch bis 1791 Kommandosprache. So lässt sich die paradox klingende Feststellung machen, dass viele Gälisch sprechende Iren ihre ersten Englischkenntnisse in der französischen Armee erwarben.
Bei den Soldaten handelte es sich um länger dienende Söldner. Theoretisch verpflichteten sich diese für mindestens sechs Jahre, in der Praxis schwankten die Dienstzeiten stark. Der tägliche Sold von sechs Sous (ab 1762 acht Sous) war höher als der einheimischer Soldaten und entsprach etwa dem Einkommen eines Handwerkers oder Bauern.
Trotz der Bezeichnung als Irische Brigade dienten auch eine Anzahl Schotten und Engländer in den Regimentern. Forschungen des „Centre for Irish-Scottish Studies“ des Trinity College in Dublin haben ergeben, dass auf zehn Iren etwa zwei Engländer und ein Schotte kamen. Sie stammten wohl meist aus dem Kreis der Jakobiten und deren Umfeld und gingen deshalb ins Exil nach Frankreich.

## Flaggen und Uniformen
Flaggen und Uniformen der Irischen Brigade zeigten, dass sich diese nicht als französische Söldnertruppe verstand, sondern als Exilarmee der Stuarts. Die Soldaten trugen die für die britische British Army typischen scharlachroten Uniformen, die Regimentsfahnen zeigten das englische Georgskreuz und die vier Kronen von England, Irland, Schottland und Frankreich. Fast alle Flaggen hatten in der Mitte eine irische Harfe.